# Джексон (Вайомінг)
Джексон (англ. Jackson) — місто (англ. town) в США, в окрузі Тетон штату Вайомінг. Населення — 10 760 осіб (2020).

## Географія
Джексон розташований за координатами 43°28′27″ пн. ш. 110°46′20″ зх. д. / 43.47417° пн. ш. 110.77222° зх. д. (43.474051, -110.772193).  За даними Бюро перепису населення США в 2010 році місто мало площу 7,64 км², з яких 7,54 км² — суходіл та 0,10 км² — водойми.

### Клімат
Місто знаходиться у зоні, котра характеризується континентальним субарктичним кліматом. Найтепліший місяць — липень із середньою температурою 16.3 °C (61.3 °F). Найхолодніший місяць — січень, із середньою температурою -9 °С (15.8 °F).
| Клімат Джексона         | Клімат Джексона | Клімат Джексона | Клімат Джексона | Клімат Джексона | Клімат Джексона | Клімат Джексона | Клімат Джексона | Клімат Джексона | Клімат Джексона | Клімат Джексона | Клімат Джексона | Клімат Джексона | Клімат Джексона |
| Показник                | Січ.            | Лют.            | Бер.            | Квіт.           | Трав.           | Черв.           | Лип.            | Серп.           | Вер.            | Жовт.           | Лист.           | Груд.           | Рік             |
| Абсолютний максимум, °C | 14,4            | 15              | 21,1            | 26,1            | 32,2            | 35              | 38,3            | 36,7            | 33,9            | 30,6            | 19,4            | 18,9            | 38,3            |
| Середній максимум, °C   | −2,7            | −0,1            | 4,7             | 11              | 17,1            | 22,2            | 27,7            | 26,8            | 21,7            | 14,7            | 4,3             | −1,8            | 12,1            |
| Середня температура, °C | −9              | −7,1            | −2,3            | 3,3             | 8,2             | 12,4            | 16,3            | 15,3            | 10,7            | 5               | −2,4            | −8,1            | 3,6             |
| Середній мінімум, °C    | −15,5           | −13,9           | −9,4            | −4,3            | −0,7            | 2,7             | 4,9             | 3,7             | −0,3            | −4,6            | −9,1            | −14,1           | −5,1            |
| Абсолютний мінімум, °C  | −45,6           | −44,4           | −45             | −20,6           | −15             | −11,1           | −4,4            | −7,8            | −15             | −20,6           | −33,9           | −46,7           | −46,7           |
| Норма опадів, мм        | 38              | 29              | 31              | 29              | 46              | 41              | 24              | 30              | 32              | 30              | 33              | 39              | 403             |
| Днів з опадами          | 10              | 8               | 9               | 8               | 10              | 9               | 6               | 7               | 6               | 7               | 8               | 10              | 98              |
| Днів зі снігом          | 9,1             | 5,9             | 4,8             | 1,4             | 0,2             | 0               | 0               | 0               | 0               | 0,6             | 5,2             | 10,4            | 37,6            |
| ----------------------- | --------------- | --------------- | --------------- | --------------- | --------------- | --------------- | --------------- | --------------- | --------------- | --------------- | --------------- | --------------- | --------------- |
| Джерело: Weatherbase    |                 |                 |                 |                 |                 |                 |                 |                 |                 |                 |                 |                 |                 |

## Демографія
Згідно з переписом 2010 року, у місті мешкало 9577 осіб у 3964 домогосподарствах у складі 1858 родин. Густота населення становила 1253 особи/км².  Було 4736 помешкань (620/км²).
Расовий склад населення:
| - 79,8 % — білих - 1,4 % — азіатів - 0,8 % — корінних американців - 0,4 % — чорних або афроамериканців - 0,1 % — вихідців з тихоокеанських островів - 15,2 % — осіб інших рас |

До двох чи більше рас належало 2,3 %. Частка іспаномовних становила 27,2 % від усіх жителів.
За віковим діапазоном населення розподілялося таким чином: 18,0 % — особи молодші 18 років, 75,8 % — особи у віці 18—64 років, 6,2 % — особи у віці 65 років та старші. Медіана віку мешканця становила 31,9 року. На 100 осіб жіночої статі у місті припадало 118,1 чоловіків;  на 100 жінок у віці від 18 років та старших — 120,1 чоловіків також старших 18 років.
Середній дохід на одне домашнє господарство  становив 91 203 долари США (медіана — 67 117), а середній дохід на одну сім'ю — 97 482 долари (медіана — 75 444). Медіана доходів становила 38 576 доларів для чоловіків та 33 813 долари для жінок. За межею бідності перебувало 11,1 % осіб, у тому числі 11,4 % дітей у віці до 18 років та 8,7 % осіб у віці 65 років та старших.
Цивільне працевлаштоване населення становило 6826 осіб. Основні галузі зайнятості: мистецтво, розваги та відпочинок — 35,5 %, освіта, охорона здоров'я та соціальна допомога — 17,6 %, роздрібна торгівля — 10,3 %, науковці, спеціалісти, менеджери — 10,0 %.
За даними перепису 2000 року,
на території муніципалітету мешкало 8647 людей, було 3631 садиб та 1670 сімей.
Густота населення становила 1,171,4 осіб/км². Було 3861 житлових будинків.
З 3631 садиб у 23,5% проживали діти до 18 років, подружніх пар, що мешкали разом, було 34,4%,
садиб, у яких господиня не мала чоловіка — 7,1%, садиб без сім'ї — 54,0%.
Кількість людей у середньому на садибу становила 2,35,, а в середньому на родину 2,97.
Середній річний дохід на садибу становив 47 757 доларів США, а на родину — 53 915 доларів США.
Чоловіки мали дохід 31 152 доларів, жінки — 24 307 доларів.
Дохід на душу населення був 25 004 доларів.
Приблизно 2,6% родин та 6,8% населення жили за межею бідності.
Серед них осіб до 18 років було 7,3%, і понад 65 років — 8,8%.
Середній вік населення становив 31 років.

## Згадки в поп-культурі
Фільми, зняті в Джексоні, включають «Велика стежка» (1930), у якому знявся Джон Вейн, «Широке небо» (1952), Шейн (1953), «Як тільки зможеш» (1980), «Роккі 4» (1985), «Привиди цього не роблять» (1990) та «Джанґо вільний» (2012). 
Джексон також одним із головних місць у серії відеоігор The Last of Us. У пост-апокаліптичній франшизі Джексон є домом для групи вцілілих, що мешкають біля гідроелектростанції.